# シャモア
シャモア（学名: Rupicapra rupicapra）は、哺乳綱偶蹄目ウシ科シャモア属に分類される偶蹄類である。シャモア属の模式種。シャモワとも。

## 形態
体長110 - 130 cm。肩高70 - 85 cm。体重25 - 62 kg。頭部から咽頭部にかけての体毛は白く、眼から側頭部にかけて黒い筋模様が入る。オス、メス共に最大でも20 cm程の先端が鉤状になる黒く短い角を持つ。

## 亜種
- Rupicapra rupicapra asiatica Lydekker, 1908 トルコシャモア Turkish chamois
  - 生息地：トルコ
- Rupicapra rupicapra balcanica Bolkay, 1925 バルカンシャモア Balkan chamois
  - 生息地：アルバニア、ギリシア、クロアチア、スロベニア、セルビア、ブルガリア、ボスニア・ヘルツェゴビナ、マケドニア共和国、モンテネグロ
- Rupicapra rupicapra carpatica Coutourier, 1938 カルパチアシャモア Carpathian chamois
  - 生息地：ルーマニア
- Rupicapra rupicapra cartusiana Couturier, 1938 フランスシャモア Chartreuse chamois
  - 生息地：フランス
- Rupicapra rupicapra caucasica Lydekker, 1910 カフカスシャモア Caucasian chamois
  - 生息地：アゼルバイジャン、ジョージア、ロシア
- Rupicapra rupicapra rupicapra Linnaeus, 1758 アルプスシャモア Alpine chamois
  - 生息地：イタリア、オーストリア、スイス、ドイツ、フランス
- Rupicapra rupicapra tatrica Blahout, 1972 タトラシャモア Tatra chamois
  - 生息地：スロバキア、ポーランド

## 生態
山地の草原や森林等に生息する。夏季はメスと幼獣からなる、繁殖期はオスも加わった15-30頭程の中規模な群れを形成し生活する。オスは繁殖期になると木の枝等に臭腺を擦りつけ、縄張りを主張する。
食性は植物食で、草、木の葉、若芽等を食べる。
繁殖形態は胎生で、1回に1頭の幼獣を産む。

## その他
ドイツ語ではシャモアのことをGämseと呼び、特にオスのことをGämsbockというが、英語ではこの語が間違って当てられ、gemsbokという語はオリックス属のレイヨウの一種を意味するようになった。

## 人間との関係
開発による生息地の減少や、毛皮や食用の乱獲等により生息数は減少している。

### ニュージーランド
シャモアは、1907年にオーストリア帝国皇帝フランツ・ヨーゼフ1世によってニュージーランドに贈られた。初めはクック山に放され、徐々に南島全域に広がっていった。現地ではしばしばChamyと呼ばれる。
ニュージーランドではシャモアの狩りは規制されておらず、ニュージーランド独自の生態系を守る為に、むしろ政府により奨励されている。
ニュージーランドのシャモアはヨーロッパの同年齢のものよりも20%程度体重が少ないが、これは餌が限られているためだと考えられている。しかし、角の長さはヨーロッパの最大のものにも匹敵し得る。

### 利用
シャモアの肉は味が良いため、ジビエとして人気がある。また背中から首にかけて生えている毛は、アルプス地方の国で伝統的な帽子の飾りに使われている。

## シャモア革

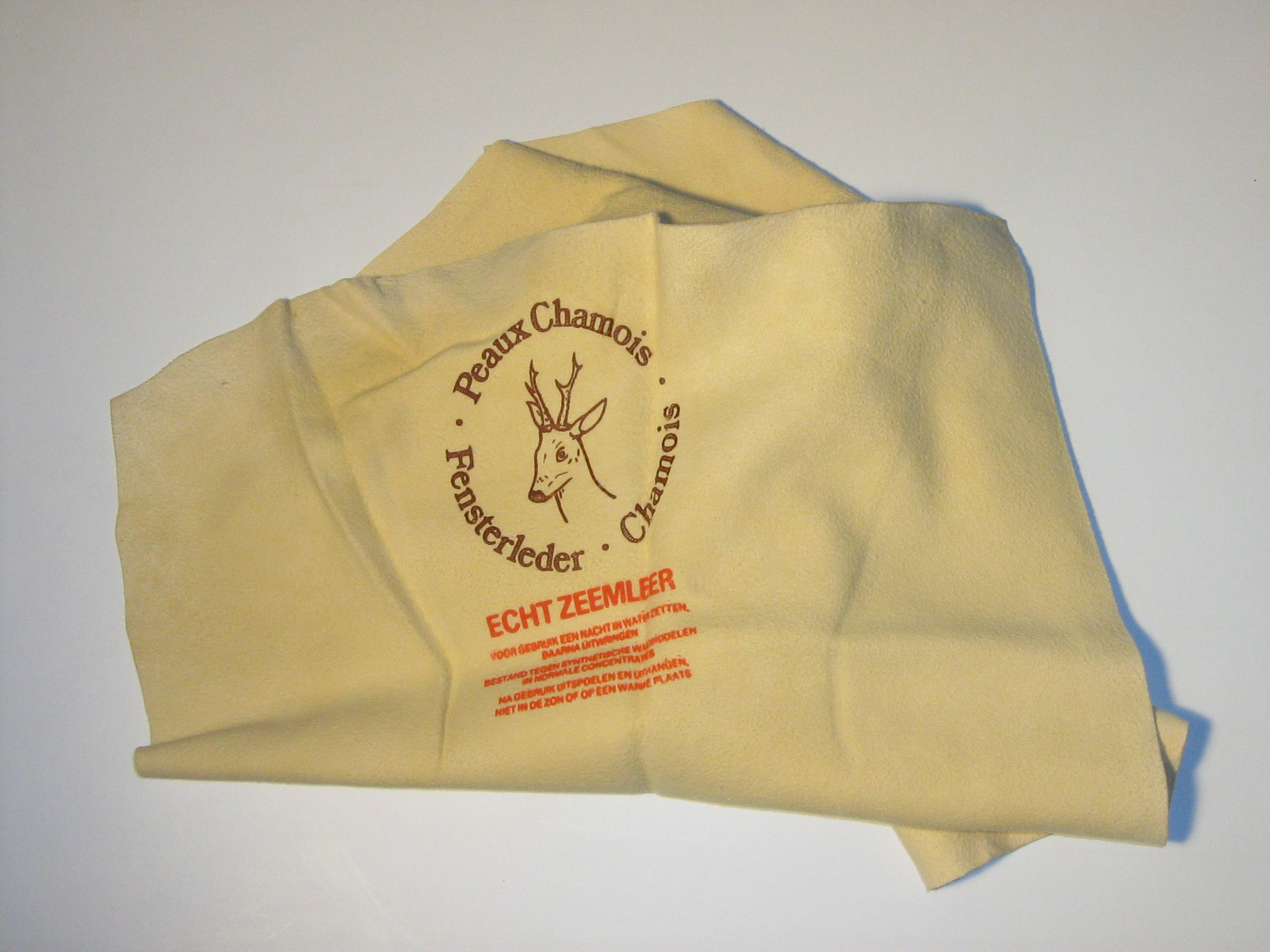
シャモア革

伝統的にシャモアの皮から作られるシャモア革（セーム革）は、非常に滑らかで、吸水性が高く、傷を付けることなく掃除や磨きを行うのに好まれる。現代のシャモア革はシャモアの皮から作られることもあるが、一般的には鹿や家畜の山羊、羊の皮が使われる。